# Tamachi
Tamachi (田町) est le nom informel donné au quartier entourant la gare de Tamachi dans l'arrondissement de Minato à Tōkyō. Il est associé généralement aux districts de Shiba, Shibaura et Mita.
Le nom veut littéralement dire « bourg de champs » en référence à la culture du riz passée.

## Histoire
Durant la période Edo Tamachi était un quartier résidentiel réservé aux hatamoto. La culture du riz n'a pas commencé dans la région avant l'Ere Meiji.

## Transports
La gare de Tamachi est desservie par les lignes Yamanote et Keihin-Tōhoku de la JR East. Le quartier est également accessible avec le métro de Tokyo à la station Mita, où passent la ligne Asakusa ainsi que la ligne Mita.